# Bogaardenklooster (Diest)

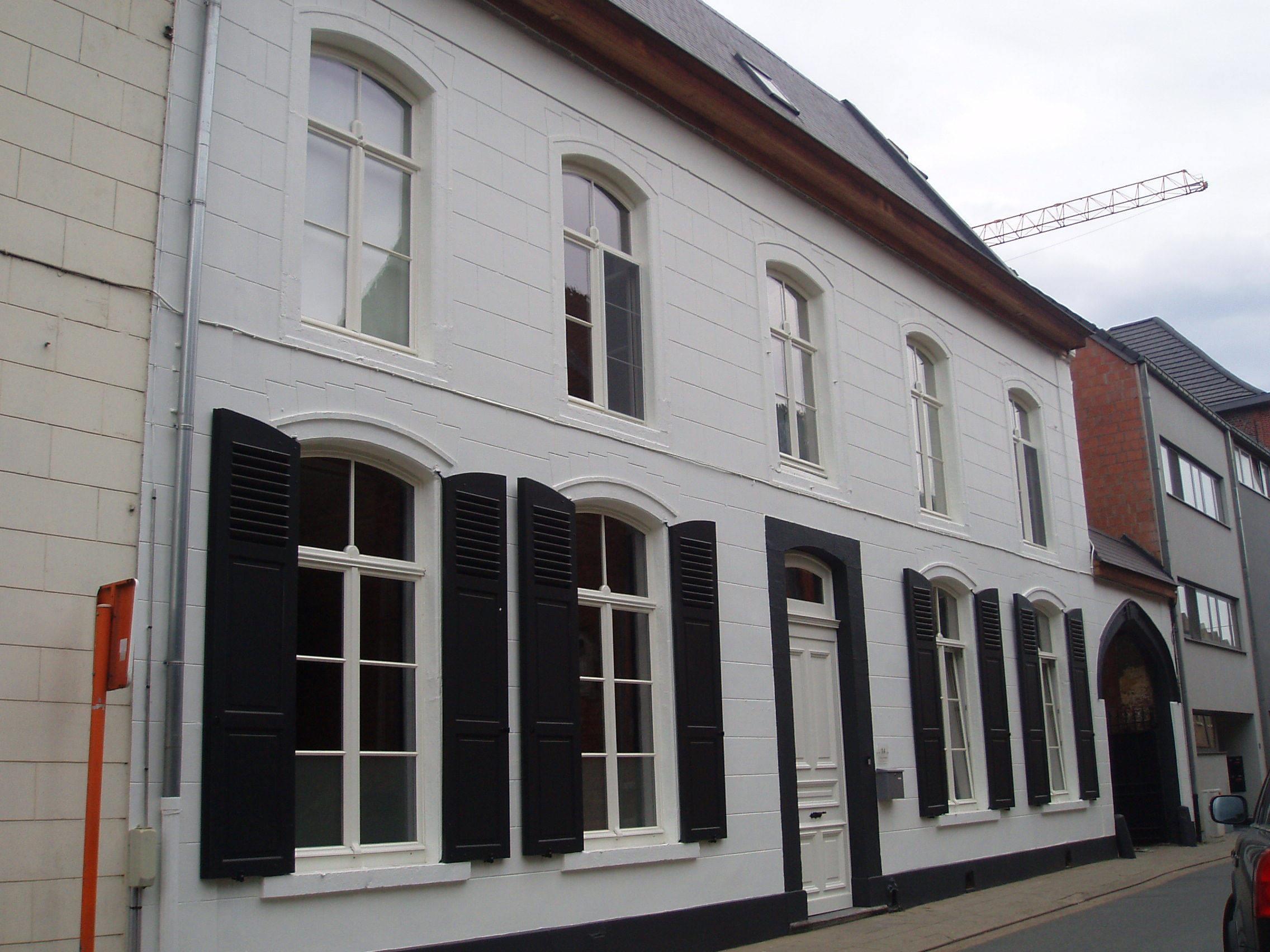
Bogaardenklooster

Het Bogaardenklooster is een voormalig klooster in de Vlaams-Brabantse stad Diest, gelegen aan de Begijnenstraat 12-14.

## Geschiedenis
In 1268 vestigde zich een groep Begarden te Diest. In 1281 werd hun klooster ingewijd. Pas omstreeks 1500 kregen ze een eigen kapel. Einde 1796 werden de begarden verdreven en de gebouwen werden openbaar verkocht. Ze dienden daarop achtereenvolgens als katoenspinnerij, school en kazerne, waarna ze tot woningen werden omgebouwd. Van de oorspronkelijke 17e- en 18e-eeuwse gebouwen bleven nog slechts enkele fragmentarische details over.